# Superliga de China 2023
La temporada 2023 fue la 20.ª edición de la máxima categoría del fútbol en la República Popular China desde el establecimiento de la Superliga de China en el año 2004. El patrocinador del título de la liga fue Ping An Insurance. La temporada comenzó el 15 de abril de 2023.

## Relevos

### Ascensos y descensos
| Pos. | Descendidos de la Superliga 2022 |
| ---- | -------------------------------- |
| 15.º | Guangzhou City                   |
| 16.º | Wuhan Yangtze River              |
| 17.º | Guangzhou                        |
| 18.º | Hebei                            |

| Pos. | Ascendidos de la China League One 2022 |
| ---- | -------------------------------------- |
| 1.º  | Kunshan                                |
| 2.º  | Qingdao                                |
| 3.º  | Nantong Zhiyun                         |

## Formato
Por efectos de la pandemia de covid-19 el formato de la temporada fue confirmado en marzo de 2023, los detalles serán revelados y está previsto que los 16 equipos jueguen en un sistema de todos contra todos en dos ruedas para un total de 30 partidos por equipo, en diferentes sedes establecidas por cada club.

## Equipos
| Shandong Taishan                          | Hao Wei          | Jinan     | Jinan Olympic Sports Center        | 56 808 |
| Shanghái Port                             | Xi Zhikang       | Shanghái  | Pudong Football                    | 37 000 |
| Changchun Yatai                           | Chen Yang        | Changchun | Ciudad de Changchun                | 38 500 |
| Shenzhen                                  | Zhang Xiaorui    | Shenzhen  | Shenzhen Universiade Sports Centre | 60 334 |
| Beijing Guoan                             | Stanley Menzo    | Pekín     | Estadio de los Trabajadores        | 68 000 |
| Qingdao                                   | Yin Tiesheng     | Qingdao   | Qingdao Tiantai                    | 20 525 |
| Henan                                     | Javier Pereira   | Zhengzhou | Zhengzhou Hanghai                  | 29 860 |
| Meizhou Hakka                             | Milan Ristić     | Wuhua     | Huitang                            | 30 000 |
| Shanghái Shenhua                          | Wu Jingui        | Shanghái  | Estadio de Shanghái                | 80 000 |
| Cangzhou Mighty Lions                     | Svetozar Šapurić | Cangzhou  | Cangzhou                           | 31 836 |
| Tianjin Jinmen Tiger                      | Yu Genwei        | Tianjin   | Olímpico                           | 54 696 |
| Dalian Pro                                | Xie Hui          | Dalian    | Dalian Sports Centre Stadium       | 61 000 |
| Nantong Zhiyun                            | Cao Rui          | Rugao     | Rugao Olympic Sports Center        | 15 000 |
| Wuhan Three Towns                         | Pedro Morilla    | Wuhan     | Hankou Cultural Sports Centre      | 20 000 |
| Zhejiang                                  | Jordi Vinyals    | Hangzhou  | Huzhou Olympic Sports Centre       | 40 000 |
| Chengdu Rongcheng                         | Seo Jung-won     | Chengdu   | Chengdu Longquanyi                 | 27 000 |
| Datos actualizados al 8 de abril de 2023. |                  |           |                                    |        |

## Clasificación
| Pos. | Equipo                | Pts. | PJ | G  | E  | P  | GF | GC | Dif. | Clasificación 2024-25                      |
| ---- | --------------------- | ---- | -- | -- | -- | -- | -- | -- | ---- | ------------------------------------------ |
| 1    | Shanghái Port (C)     | 63   | 30 | 19 | 6  | 5  | 61 | 30 | +31  | Fase de liga de la Liga de Campeones Élite |
| 2    | Shandong Taishan      | 58   | 30 | 16 | 10 | 4  | 59 | 25 | +34  | Play-offs de la Liga de Campeones Élite    |
| 3    | Zhejiang              | 55   | 30 | 16 | 7  | 7  | 57 | 34 | +23  | Fase de grupos de la Liga de Campeones 2   |
| 4    | Chengdu Rongcheng     | 53   | 30 | 15 | 8  | 7  | 51 | 32 | +19  |                                            |
| 5    | Shanghái Shenhua      | 52   | 30 | 15 | 7  | 8  | 34 | 31 | +3   | Fase de liga de la Liga de Campeones Élite |
| 6    | Beijing Guoan         | 51   | 30 | 14 | 9  | 7  | 53 | 35 | +18  |                                            |
| 7    | Wuhan Three Towns     | 51   | 30 | 14 | 9  | 7  | 51 | 35 | +16  |                                            |
| 8    | Tianjin Jinmen Tiger  | 48   | 30 | 11 | 15 | 4  | 40 | 29 | +11  |                                            |
| 9    | Changchun Yatai       | 39   | 30 | 10 | 9  | 11 | 44 | 48 | −4   |                                            |
| 10   | Henan                 | 36   | 30 | 9  | 9  | 12 | 38 | 40 | −2   |                                            |
| 11   | Meizhou Hakka         | 34   | 30 | 9  | 7  | 14 | 42 | 54 | −12  |                                            |
| 12   | Cangzhou Mighty Lions | 31   | 30 | 8  | 7  | 15 | 29 | 60 | −31  |                                            |
| 13   | Qingdao               | 28   | 30 | 7  | 7  | 16 | 34 | 45 | −11  |                                            |
| 14   | Nantong Zhiyun        | 22   | 30 | 4  | 10 | 16 | 26 | 42 | −16  |                                            |
| 15   | Dalian Pro (D)        | 20   | 30 | 3  | 11 | 16 | 25 | 47 | −22  | Descenso a la Liga Uno de China            |
| 16   | Shenzhen (D)          | 12   | 30 | 3  | 3  | 24 | 22 | 79 | −57  | Descenso a la Liga Uno de China            |

 Fuente: CSL, Soccerway
Criterios de clasificación: 

- Durante la temporada: 1) Puntos; 2) Gol diferencia; 3) Goles anotados.
- Después de la temporada: 1) Puntos; 2) Puntos en partidos directos; 3) Gol diferencia en partidos directos; 4) Goles anotados en partidos directos; 5) Gol diferencia; 6) Puntuaciones promedio de la liga de reserva y las ligas juveniles.

Notas:
1. ↑  Campeón de la Copa FA de China 2023.
2. 1 2  Puntos en partidos directos: Beijing Guoan 2, Wuhan Three Towns 2. Diferencia de goles: Beijing Guoan +18, Wuhan Three Towns +16.

## Resultados
- Los horarios corresponden al huso horario de China (UTC+8).

### Primera vuelta
| Dalian Pro           | 2 - 1 | Nantong Zhiyun        | Dalian Sports Center               | 15 de abril | 19:35 |
| Wuhan Three Towns    | 0 - 2 | Shanghái Port         | Wuhan Sports Center                | 15 de abril | 19:35 |
| Zhejiang             | 0 - 2 | Changchun Yatai       | Huzhou Olympic Sports Center       | 15 de abril | 19:35 |
| Beijing Guoan        | 1 - 1 | Meizhou Hakka         | Estadio de los Trabajadores        | 15 de abril | 20:05 |
| Henan                | 1 - 1 | Chengdu Rongcheng     | Zhengzhou Hanghai                  | 16 de abril | 19:35 |
| Tianjin Jinmen Tiger | 1 - 1 | Cangzhou Mighty Lions | Tianjin Olympic Center             | 16 de abril | 19:35 |
| Shanghái Shenhua     | 1 - 0 | Shandong Taishan      | Estadio de Shanghái                | 16 de abril | 19:35 |
| Shenzhen             | 2 - 1 | Qingdao               | Shenzhen Universiade Sports Centre | 16 de abril | 19:35 |

| Wuhan Three Towns    | 1 - 1 | Beijing Guoan         | Wuhan Sports Center         | 20 de abril | 19:35 |
| Tianjin Jinmen Tiger | 2 - 1 | Zhejiang              | Tianjin Olympic Center      | 21 de abril | 17:30 |
| Meizhou Hakka        | 0 - 1 | Shanghái Shenhua      | Wuhua Olympic Sports Center | 21 de abril | 17:30 |
| Shandong Taishan     | 1 - 1 | Nantong Zhiyun        | Jinan Olympic Sports Center | 21 de abril | 19:35 |
| Henan                | 0 - 0 | Qingdao               | Zhengzhou Hanghai           | 21 de abril | 19:35 |
| Chengdu Rongcheng    | 2 - 1 | Cangzhou Mighty Lions | Chengdu Phoenix Mountain    | 21 de abril | 19:35 |
| Shanghái Port        | 3 - 2 | Shenzhen              | SAIC Motor Pudong Arena     | 22 de abril | 15:30 |
| Changchun Yatai      | 3 - 2 | Dalian Pro            | Changchun's People          | 22 de abril | 19:35 |

| Shandong Taishan      | 2 - 1 | Zhejiang             | Jinan Olympic Sports Center        | 25 de abril | 19:35 |
| Meizhou Hakka         | 1 - 2 | Wuhan Three Towns    | Wuhua Olympic Sports Center        | 25 de abril | 19:35 |
| Qingdao               | 3 - 1 | Beijing Guoan        | Qingdao Youth Football             | 25 de abril | 19:35 |
| Cangzhou Mighty Lions | 0 - 1 | Shanghái Port        | Cangzhou                           | 26 de abril | 17:30 |
| Shanghái Shenhua      | 1 - 0 | Changchun Yatai      | Estadio de Shanghái                | 26 de abril | 19:35 |
| Dalian Pro            | 0 - 0 | Chengdu Rongcheng    | Dalian Sports Center               | 26 de abril | 19:35 |
| Shenzhen              | 0 - 2 | Tianjin Jinmen Tiger | Shenzhen Universiade Sports Centre | 26 de abril | 19:35 |
| Nantong Zhiyun        | 1 - 0 | Henan                | Rugao Olympic Sports Center        | 26 de abril | 19:35 |

| Beijing Guoan         | 0 - 0 | Shandong Taishan     | Estadio de los Trabajadores        | 29 de abril | 19:35 |
| Qingdao               | 0 - 3 | Wuhan Three Towns    | Qingdao Youth Football             | 29 de abril | 19:35 |
| Zhejiang              | 0 - 2 | Chengdu Rongcheng    | Huzhou Olympic Sports Center       | 30 de abril | 15:30 |
| Changchun Yatai       | 1 - 1 | Tianjin Jinmen Tiger | Changchun's People                 | 30 de abril | 15:30 |
| Shenzhen              | 1 - 1 | Henan                | Shenzhen Universiade Sports Centre | 30 de abril | 17:30 |
| Shanghái Port         | 1 - 1 | Shanghái Shenhua     | SAIC Motor Pudong Arena            | 30 de abril | 19:35 |
| Cangzhou Mighty Lions | 1 - 1 | Nantong Zhiyun       | Cangzhou                           | 30 de abril | 19:35 |
| Dalian Pro            | 1 - 1 | Meizhou Hakka        | Dalian Sports Center               | 1 de mayo   | 19:35 |

| Henan                | 0 - 1 | Beijing Guoan         | Zhengzhou Hanghai                  | 5 de mayo | 19:35 |
| Shanghái Shenhua     | 1 - 0 | Dalian Pro            | Estadio de Shanghái                | 5 de mayo | 19:35 |
| Shenzhen             | 0 - 1 | Cangzhou Mighty Lions | Shenzhen Universiade Sports Centre | 5 de mayo | 19:35 |
| Wuhan Three Towns    | 0 - 0 | Zhejiang              | Wuhan Sports Center                | 5 de mayo | 19:35 |
| Meizhou Hakka        | 2 - 1 | Shandong Taishan      | Wuhua Olympic Sports Center        | 6 de mayo | 15:30 |
| Chengdu Rongcheng    | 3 - 2 | Qingdao               | Chengdu Phoenix Mountain           | 6 de mayo | 19:35 |
| Tianjin Jinmen Tiger | 0 - 0 | Shanghái Port         | Tianjin Olympic Center             | 6 de mayo | 19:35 |
| Nantong Zhiyun       | 0 - 1 | Changchun Yatai       | Rugao Olympic Sports Center        | 6 de mayo | 19:35 |

| Henan             | 1 - 1 | Wuhan Three Towns     | Zhengzhou Hanghai                    | 9 de mayo  | 19:35 |
| Dalian Pro        | 1 - 1 | Cangzhou Mighty Lions | Dalian Sports Center                 | 9 de mayo  | 19:35 |
| Shenzhen          | 1 - 3 | Shanghái Shenhua      | Shenzhen Universiade Sports Centre   | 9 de mayo  | 19:35 |
| Chengdu Rongcheng | 2 - 2 | Shandong Taishan      | Chengdu Phoenix Mountain Sports Park | 10 de mayo | 19:35 |
| Shanghái Port     | 2 - 1 | Qingdao               | SAIC Motor Pudong Arena              | 10 de mayo | 19:35 |
| Changchun Yatai   | 2 - 4 | Meizhou Hakka         | Changchun's People                   | 10 de mayo | 19:35 |
| Nantong Zhiyun    | 1 - 2 | Zhejiang              | Rugao Olympic Sports Center          | 10 de mayo | 19:35 |
| Beijing Guoan     | 1 - 1 | Tianjin Jinmen Tiger  | Estadio de los Trabajadores          | 10 de mayo | 19:35 |

| Shanghái Shenhua      | 1 - 1 | Wuhan Three Towns | Estadio de Shanghái                  | 13 de mayo | 15:30 |
| Shenzhen              | 2 - 1 | Dalian Pro        | Shenzhen Universiade Sports Centre   | 13 de mayo | 19:35 |
| Qingdao               | 2 - 0 | Meizhou Hakka     | Qingdao Youth Football               | 14 de mayo | 15:30 |
| Chengdu Rongcheng     | 2 - 2 | Changchun Yatai   | Chengdu Phoenix Mountain Sports Park | 14 de mayo | 17:30 |
| Zhejiang              | 1 - 2 | Shanghái Port     | Huzhou Olympic Sports Center         | 14 de mayo | 19:35 |
| Tianjin Jinmen Tiger  | 1 - 0 | Henan             | Tianjin Olympic Center               | 14 de mayo | 19:35 |
| Cangzhou Mighty Lions | 1 - 1 | Shandong Taishan  | Cangzhou                             | 14 de mayo | 19:35 |
| Beijing Guoan         | 1 - 0 | Nantong Zhiyun    | Estadio de los Trabajadores          | 15 de mayo | 19:35 |

| Wuhan Three Towns     | 3 - 3 | Chengdu Rongcheng | Wuhan Sports Center         | 19 de mayo | 17:30 |
| Shanghái Shenhua      | 1 - 1 | Beijing Guoan     | Estadio de Shanghái         | 19 de mayo | 19:35 |
| Cangzhou Mighty Lions | 2 - 4 | Changchun Yatai   | Cangzhou                    | 19 de mayo | 19:35 |
| Qingdao               | 2 - 2 | Zhejiang          | Qingdao Youth Football      | 19 de mayo | 19:35 |
| Nantong Zhiyun        | 1 - 1 | Shenzhen          | Rugao Olympic Sports Center | 19 de mayo | 19:35 |
| Henan                 | 1 - 0 | Dalian Pro        | Zhengzhou Hanghai           | 20 de mayo | 19:35 |
| Tianjin Jinmen Tiger  | 3 - 3 | Shandong Taishan  | Tianjin Olympic Center      | 20 de mayo | 19:35 |
| Meizhou Hakka         | 0 - 2 | Shanghái Port     | Wuhua Olympic Sports Center | 20 de mayo | 19:35 |

| Chengdu Rongcheng | 2 - 1 | Shanghái Shenhua      | Chengdu Phoenix Mountain Sports Park | 23 de mayo | 19:35 |
| Beijing Guoan     | 6 - 2 | Cangzhou Mighty Lions | Estadio de los Trabajadores          | 23 de mayo | 19:35 |
| Changchun Yatai   | 1 - 0 | Qingdao               | Changchun's People                   | 23 de mayo | 19:35 |
| Nantong Zhiyun    | 0 - 5 | Wuhan Three Towns     | Rugao Olympic Sports Center          | 23 de mayo | 19:35 |
| Shandong Taishan  | 3 - 0 | Shenzhen              | Jinan Olympic Sports Center          | 24 de mayo | 19:35 |
| Shanghái Port     | 3 - 2 | Henan                 | SAIC Motor Pudong Arena              | 24 de mayo | 19:35 |
| Meizhou Hakka     | 1 - 1 | Tianjin Jinmen Tiger  | Wuhua Olympic Sports Center          | 24 de mayo | 19:35 |
| Dalian Pro        | 1 - 2 | Zhejiang              | Dalian Sports Center                 | 24 de mayo | 19:35 |

| Chengdu Rongcheng     | 1 - 0 | Nantong Zhiyun       | Chengdu Phoenix Mountain Sports Park | 27 de mayo | 15:30 |
| Cangzhou Mighty Lions | 2 - 1 | Wuhan Three Towns    | Cangzhou                             | 27 de mayo | 19:35 |
| Qingdao               | 0 - 1 | Shandong Taishan     | Qingdao Youth Football               | 28 de mayo | 17:30 |
| Zhejiang              | 3 - 2 | Beijing Guoan        | Huzhou Olympic Sports Center         | 28 de mayo | 17:30 |
| Shanghái Shenhua      | 1 - 1 | Henan                | Estadio de Shanghái                  | 28 de mayo | 19:35 |
| Dalian Pro            | 0 - 1 | Tianjin Jinmen Tiger | Dalian Sports Center                 | 28 de mayo | 19:35 |
| Shenzhen              | 3 - 2 | Meizhou Hakka        | Shenzhen Universiade Sports Centre   | 28 de mayo | 19:35 |
| Changchun Yatai       | 0 - 3 | Shanghái Port        | Changchun's People                   | 29 de mayo | 19:35 |

| Zhejiang              | 3 - 0 | Shenzhen          | Huzhou Olympic Sports Center | 2 de junio | 19:35 |
| Beijing Guoan         | 4 - 3 | Changchun Yatai   | Estadio de los Trabajadores  | 2 de junio | 19:35 |
| Shanghái Port         | 0 - 1 | Chengdu Rongcheng | SAIC Motor Pudong Arena      | 3 de junio | 17:30 |
| Shandong Taishan      | 2 - 0 | Dalian Pro        | Jinan Olympic Sports Center  | 3 de junio | 19:35 |
| Henan                 | 2 - 1 | Meizhou Hakka     | Zhengzhou Hanghai            | 3 de junio | 19:35 |
| Cangzhou Mighty Lions | 0 - 1 | Shanghái Shenhua  | Cangzhou                     | 4 de junio | 15:30 |
| Nantong Zhiyun        | 1 - 0 | Qingdao           | Rugao Olympic Sports Center  | 4 de junio | 17:30 |
| Tianjin Jinmen Tiger  | 1 - 1 | Wuhan Three Towns | Tianjin Olympic Center       | 4 de junio | 19:35 |

| Changchun Yatai   | 4 - 1 | Shenzhen              | Changchun's People                   | 8 de junio | 17:30 |
| Chengdu Rongcheng | 0 - 0 | Tianjin Jinmen Tiger  | Chengdu Phoenix Mountain Sports Park | 8 de junio | 19:35 |
| Qingdao           | 0 - 1 | Shanghái Shenhua      | Qingdao Youth Football               | 8 de junio | 19:35 |
| Henan             | 2 - 2 | Zhejiang              | Zhengzhou Hanghai                    | 9 de junio | 17:30 |
| Shanghái Port     | 2 - 1 | Nantong Zhiyun        | SAIC Motor Pudong Arena              | 9 de junio | 19:35 |
| Wuhan Three Towns | 1 - 1 | Shandong Taishan      | Wuhan Sports Center                  | 9 de junio | 19:35 |
| Meizhou Hakka     | 2 - 3 | Cangzhou Mighty Lions | Wuhua Olympic Sports Center          | 9 de junio | 19:35 |
| Dalian Pro        | 2 - 2 | Beijing Guoan         | Dalian Sports Center                 | 9 de junio | 19:35 |

| Wuhan Three Towns     | 0 - 0 | Dalian Pro        | Wuhan Sports Center                | 28 de junio | 19:35 |
| Zhejiang              | 3 - 0 | Meizhou Hakka     | Huzhou Olympic Sports Center       | 28 de junio | 19:35 |
| Tianjin Jinmen Tiger  | 3 - 2 | Qingdao           | Tianjin Olympic Center             | 28 de junio | 19:35 |
| Shanghái Shenhua      | 1 - 0 | Nantong Zhiyun    | Estadio de Shanghái                | 28 de junio | 19:35 |
| Cangzhou Mighty Lions | 0 - 1 | Henan             | Cangzhou                           | 28 de junio | 19:35 |
| Shandong Taishan      | 4 - 1 | Changchun Yatai   | Jinan Olympic Sports Center        | 29 de junio | 19:35 |
| Beijing Guoan         | 1 - 2 | Shanghái Port     | Estadio de los Trabajadores        | 29 de junio | 19:35 |
| Shenzhen              | 0 - 3 | Chengdu Rongcheng | Shenzhen Universiade Sports Centre | 29 de junio | 19:35 |

| Shanghái Shenhua      | 1 - 2 | Tianjin Jinmen Tiger | Estadio de Shanghái                  | 2 de julio | 17:30 |
| Dalian Pro            | 1 - 1 | Qingdao              | Dalian Sports Center                 | 2 de julio | 19:35 |
| Cangzhou Mighty Lions | 2 - 1 | Zhejiang             | Cangzhou                             | 2 de julio | 19:35 |
| Nantong Zhiyun        | 2 - 2 | Meizhou Hakka        | Rugao Olympic Sports Center          | 2 de julio | 19:35 |
| Shenzhen              | 1 - 3 | Wuhan Three Towns    | Shenzhen Universiade Sports Centre   | 3 de julio | 19:35 |
| Shandong Taishan      | 1 - 1 | Shanghái Port        | Jinan Olympic Sports Center          | 3 de julio | 19:35 |
| Chengdu Rongcheng     | 0 - 1 | Beijing Guoan        | Chengdu Phoenix Mountain Sports Park | 3 de julio | 19:35 |
| Changchun Yatai       | 3 - 1 | Henan                | Changchun's People                   | 3 de julio | 19:35 |

| Qingdao              | 1 - 1 | Cangzhou Mighty Lions | Qingdao Youth Football       | 7 de julio | 17:30 |
| Zhejiang             | 0 - 1 | Shanghái Shenhua      | Huzhou Olympic Sports Center | 7 de julio | 19:35 |
| Henan                | 0 - 1 | Shandong Taishan      | Zhengzhou Hanghai            | 7 de julio | 19:35 |
| Tianjin Jinmen Tiger | 1 - 1 | Nantong Zhiyun        | Tianjin Olympic Center       | 7 de julio | 19:35 |
| Meizhou Hakka        | 3 - 1 | Chengdu Rongcheng     | Wuhua Olympic Sports Center  | 7 de julio | 19:35 |
| Beijing Guoan        | 5 - 0 | Shenzhen              | Estadio de los Trabajadores  | 8 de julio | 17:30 |
| Wuhan Three Towns    | 2 - 1 | Changchun Yatai       | Wuhan Sports Center          | 8 de julio | 19:35 |
| Shanghái Port        | 1 - 1 | Dalian Pro            | SAIC Motor Pudong Arena      | 8 de julio | 19:35 |

### Segunda vuelta
| Shandong Taishan      | 3 - 0 | Shanghái Shenhua     | Jinan Olympic Sports Center          | 11 de julio | 19:35 |
| Chengdu Rongcheng     | 2 - 0 | Henan                | Chengdu Phoenix Mountain Sports Park | 11 de julio | 19:35 |
| Cangzhou Mighty Lions | 1 - 1 | Tianjin Jinmen Tiger | Cangzhou                             | 11 de julio | 19:35 |
| Qingdao               | 5 - 0 | Shenzhen             | Qingdao Youth Football               | 12 de julio | 19:35 |
| Shanghái Port         | 3 - 1 | Wuhan Three Towns    | SAIC Motor Pudong Arena              | 12 de julio | 19:35 |
| Meizhou Hakka         | 3 - 1 | Beijing Guoan        | Wuhua Olympic Sports Center          | 12 de julio | 19:35 |
| Changchun Yatai       | 2 - 2 | Zhejiang             | Changchun's People                   | 12 de julio | 19:35 |
| Nantong Zhiyun        | 1 - 1 | Dalian Pro           | Rugao Olympic Sports Center          | 12 de julio | 19:35 |

| Zhejiang              | 2 - 1 | Tianjin Jinmen Tiger | Huzhou Olympic Sports Center       | 16 de julio | 19:35 |
| Beijing Guoan         | 1 - 1 | Wuhan Three Towns    | Estadio de los Trabajadores        | 16 de julio | 19:35 |
| Dalian Pro            | 0 - 0 | Changchun Yatai      | Dalian Sports Center               | 16 de julio | 19:35 |
| Shenzhen              | 1 - 4 | Shanghái Port        | Shenzhen Universiade Sports Centre | 16 de julio | 19:35 |
| Nantong Zhiyun        | 1 - 1 | Shandong Taishan     | Rugao Olympic Sports Center        | 16 de julio | 19:35 |
| Cangzhou Mighty Lions | 2 - 1 | Chengdu Rongcheng    | Cangzhou                           | 17 de julio | 19:35 |
| Shanghái Shenhua      | 2 - 1 | Meizhou Hakka        | Estadio de Shanghái                | 17 de julio | 19:35 |
| Qingdao               | 2 - 0 | Henan                | Qingdao Youth Football             | 17 de julio | 19:35 |

| Shanghái Port        | 3 - 0 | Cangzhou Mighty Lions | SAIC Motor Pudong Arena              | 21 de julio | 19:35 |
| Henan                | 1 - 1 | Nantong Zhiyun        | Zhengzhou Hanghai                    | 21 de julio | 19:35 |
| Tianjin Jinmen Tiger | 3 - 3 | Shenzhen              | Tianjin Olympic Center               | 21 de julio | 19:35 |
| Chengdu Rongcheng    | 4 - 1 | Dalian Pro            | Chengdu Phoenix Mountain Sports Park | 22 de julio | 19:35 |
| Changchun Yatai      | 1 - 1 | Shanghái Shenhua      | Changchun's People                   | 22 de julio | 19:35 |
| Zhejiang             | 2 - 1 | Shandong Taishan      | Huzhou Olympic Sports Center         | 22 de julio | 19:35 |
| Beijing Guoan        | 2 - 0 | Qingdao               | Estadio de los Trabajadores          | 22 de julio | 19:35 |
| Wuhan Three Towns    | 2 - 1 | Meizhou Hakka         | Wuhan Sports Center                  | 23 de julio | 19:35 |

| Henan                | 3 - 1 | Shenzhen              | Zhengzhou Hanghai                    | 28 de julio | 19:35 |
| Tianjin Jinmen Tiger | 0 - 0 | Changchun Yatai       | Tianjin Olympic Center               | 29 de julio | 19:35 |
| Nantong Zhiyun       | 1 - 2 | Cangzhou Mighty Lions | Rugao Olympic Sports Center          | 29 de julio | 19:35 |
| Shanghái Shenhua     | 0 - 5 | Shanghái Port         | Estadio de Shanghái                  | 29 de julio | 19:35 |
| Chengdu Rongcheng    | 1 - 2 | Zhejiang              | Chengdu Phoenix Mountain Sports Park | 29 de julio | 19:35 |
| Meizhou Hakka        | 2 - 1 | Dalian Pro            | Wuhua Olympic Sports Center          | 29 de julio | 19:35 |
| Shandong Taishan     | 3 - 0 | Beijing Guoan         | Jinan Olympic Sports Center          | 30 de julio | 19:35 |
| Wuhan Three Towns    | 1 - 0 | Qingdao               | Wuhan Sports Center                  | 30 de julio | 19:35 |

| Shanghái Port         | 2 - 1 | Tianjin Jinmen Tiger | SAIC Motor Pudong Arena      | 3 de agosto | 19:35 |
| Zhejiang              | 2 - 1 | Wuhan Three Towns    | Huzhou Olympic Sports Center | 4 de agosto | 19:35 |
| Shandong Taishan      | 6 - 1 | Meizhou Hakka        | Jinan Olympic Sports Center  | 4 de agosto | 19:35 |
| Beijing Guoan         | 3 - 1 | Henan                | Estadio de los Trabajadores  | 4 de agosto | 19:35 |
| Changchun Yatai       | 1 - 1 | Nantong Zhiyun       | Changchun's People           | 4 de agosto | 19:35 |
| Qingdao               | 3 - 2 | Chengdu Rongcheng    | Qingdao Youth Football       | 4 de agosto | 19:35 |
| Dalian Pro            | 2 - 1 | Shanghái Shenhua     | Dalian Sports Center         | 5 de agosto | 19:35 |
| Cangzhou Mighty Lions | 1 - 0 | Shenzhen             | Cangzhou                     | 5 de agosto | 19:35 |

| Shandong Taishan      | 0 - 1 | Chengdu Rongcheng | Jinan Olympic Sports Center  | 8 de agosto | 19:35 |
| Zhejiang              | 1 - 1 | Nantong Zhiyun    | Huzhou Olympic Sports Center | 8 de agosto | 19:35 |
| Meizhou Hakka         | 4 - 2 | Changchun Yatai   | Wuhua Olympic Sports Center  | 8 de agosto | 19:35 |
| Qingdao               | 0 - 5 | Shanghái Port     | Qingdao Youth Football       | 8 de agosto | 19:35 |
| Wuhan Three Towns     | 4 - 2 | Henan             | Wuhan Sports Center          | 9 de agosto | 19:35 |
| Tianjin Jinmen Tiger  | 0 - 0 | Beijing Guoan     | Tianjin Olympic Center       | 9 de agosto | 19:35 |
| Shanghái Shenhua      | 3 - 0 | Shenzhen          | Estadio de Shanghái          | 9 de agosto | 19:35 |
| Cangzhou Mighty Lions | 2 - 1 | Dalian Pro        | Cangzhou                     | 9 de agosto | 19:35 |

| Shanghái Port     | 3 - 4 | Zhejiang              | SAIC Motor Pudong Arena     | 12 de agosto | 19:35 |
| Meizhou Hakka     | 1 - 0 | Qingdao               | Wuhua Olympic Sports Center | 12 de agosto | 19:35 |
| Changchun Yatai   | 1 - 0 | Chengdu Rongcheng     | Changchun's People          | 12 de agosto | 19:35 |
| Wuhan Three Towns | 1 - 2 | Shanghái Shenhua      | Wuhan Sports Center         | 13 de agosto | 19:35 |
| Shandong Taishan  | 4 - 0 | Cangzhou Mighty Lions | Jinan Olympic Sports Center | 13 de agosto | 19:35 |
| Henan             | 1 - 0 | Tianjin Jinmen Tiger  | Zhengzhou Hanghai           | 13 de agosto | 19:35 |
| Dalian Pro        | 2 - 1 | Shenzhen              | Dalian Sports Center        | 13 de agosto | 19:35 |
| Nantong Zhiyun    | 0 - 1 | Beijing Guoan         | Rugao Olympic Sports Center | 13 de agosto | 19:35 |

| Shandong Taishan  | 1 - 0 | Tianjin Jinmen Tiger  | Jinan Olympic Sports Center          | 18 de agosto | 19:35 |
| Zhejiang          | 0 - 0 | Qingdao               | Huzhou Olympic Sports Center         | 18 de agosto | 19:35 |
| Shanghái Port     | 1 - 1 | Meizhou Hakka         | SAIC Motor Pudong Arena              | 18 de agosto | 19:35 |
| Chengdu Rongcheng | 0 - 1 | Wuhan Three Towns     | Chengdu Phoenix Mountain Sports Park | 19 de agosto | 19:35 |
| Beijing Guoan     | 2 - 1 | Shanghái Shenhua      | Estadio de los Trabajadores          | 19 de agosto | 19:35 |
| Dalian Pro        | 0 - 3 | Henan                 | Dalian Sports Center                 | 19 de agosto | 19:35 |
| Shenzhen          | 0 - 1 | Nantong Zhiyun        | Shenzhen Universiade Sports Centre   | 19 de agosto | 19:35 |
| Changchun Yatai   | 3 - 1 | Cangzhou Mighty Lions | Changchun's People                   | 20 de agosto | 19:35 |

| Henan                 | 3 - 1 | Shanghái Port     | Zhengzhou Hanghai                  | 25 de agosto | 19:35 |
| Shenzhen              | 1 - 2 | Shandong Taishan  | Shenzhen Universiade Sports Centre | 25 de agosto | 19:35 |
| Zhejiang              | 3 - 0 | Dalian Pro        | Huzhou Olympic Sports Center       | 26 de agosto | 19:35 |
| Tianjin Jinmen Tiger  | 3 - 1 | Meizhou Hakka     | Tianjin Olympic Center             | 26 de agosto | 19:35 |
| Shanghái Shenhua      | 1 - 1 | Chengdu Rongcheng | Estadio de Shanghái                | 26 de agosto | 19:35 |
| Qingdao               | 1 - 0 | Changchun Yatai   | Qingdao Youth Football             | 26 de agosto | 19:35 |
| Cangzhou Mighty Lions | 1 - 5 | Beijing Guoan     | Cangzhou                           | 26 de agosto | 19:35 |
| Wuhan Three Towns     | 4 - 2 | Nantong Zhiyun    | Wuhan Sports Center                | 27 de agosto | 19:35 |

| Wuhan Three Towns    | 2 - 0 | Cangzhou Mighty Lions | Wuhan Sports Center         | 15 de septiembre | 19:35 |
| Shandong Taishan     | 4 - 2 | Qingdao               | Jinan Olympic Sports Center | 15 de septiembre | 19:35 |
| Beijing Guoan        | 0 - 1 | Zhejiang              | Estadio de los Trabajadores | 15 de septiembre | 19:35 |
| Shanghái Port        | 2 - 0 | Changchun Yatai       | SAIC Motor Pudong Arena     | 15 de septiembre | 19:35 |
| Henan                | 3 - 0 | Shanghái Shenhua      | Zhengzhou Hanghai           | 16 de septiembre | 17:30 |
| Meizhou Hakka        | 5 - 1 | Shenzhen              | Wuhua Olympic Sports Center | 16 de septiembre | 19:35 |
| Tianjin Jinmen Tiger | 1 - 0 | Dalian Pro            | Tianjin Olympic Center      | 17 de septiembre | 17:30 |
| Nantong Zhiyun       | 0 - 2 | Chengdu Rongcheng     | Rugao Olympic Sports Center | 17 de septiembre | 19:35 |

| Shanghái Shenhua  | 2 - 0 | Cangzhou Mighty Lions | Estadio de Shanghái                  | 22 de septiembre | 19:35 |
| Changchun Yatai   | 1 - 1 | Beijing Guoan         | Changchun's People                   | 22 de septiembre | 19:35 |
| Dalian Pro        | 0 - 0 | Shandong Taishan      | Dalian Sports Center                 | 23 de septiembre | 17:30 |
| Chengdu Rongcheng | 2 - 1 | Shanghái Port         | Chengdu Phoenix Mountain Sports Park | 23 de septiembre | 19:35 |
| Wuhan Three Towns | 0 - 1 | Tianjin Jinmen Tiger  | Wuhan Sports Center                  | 23 de septiembre | 19:35 |
| Meizhou Hakka     | 0 - 0 | Henan                 | Wuhua Olympic Sports Center          | 23 de septiembre | 19:35 |
| Qingdao           | 3 - 1 | Nantong Zhiyun        | Qingdao Youth Football               | 24 de septiembre | 19:35 |
| Shenzhen          | 0 - 5 | Zhejiang              | Shenzhen Universiade Sports Centre   | 24 de septiembre | 19:35 |

| Cangzhou Mighty Lions | 0 - 1 | Meizhou Hakka     | Cangzhou                           | 29 de septiembre | 17:30 |
| Shandong Taishan      | 2 - 1 | Wuhan Three Towns | Jinan Olympic Sports Center        | 29 de septiembre | 19:35 |
| Tianjin Jinmen Tiger  | 2 - 2 | Chengdu Rongcheng | Tianjin Olympic Center             | 29 de septiembre | 19:35 |
| Shenzhen              | 0 - 1 | Changchun Yatai   | Shenzhen Universiade Sports Centre | 29 de septiembre | 19:35 |
| Nantong Zhiyun        | 0 - 1 | Shanghái Port     | Rugao Olympic Sports Center        | 29 de septiembre | 19:35 |
| Beijing Guoan         | 2 - 0 | Dalian Pro        | Estadio de los Trabajadores        | 30 de septiembre | 17:30 |
| Zhejiang              | 3 - 0 | Henan             | Huzhou Olympic Sports Center       | 30 de septiembre | 19:35 |
| Shanghái Shenhua      | 1 - 0 | Qingdao           | Estadio de Shanghái                | 30 de septiembre | 19:35 |

| Meizhou Hakka     | 1 - 1 | Zhejiang              | Wuhua Olympic Sports Center          | 19 de octubre | 19:35 |
| Changchun Yatai   | 0 - 3 | Shandong Taishan      | Changchun's People                   | 20 de octubre | 15:30 |
| Dalian Pro        | 1 - 3 | Wuhan Three Towns     | Dalian Sports Center                 | 20 de octubre | 15:30 |
| Shanghái Port     | 1 - 2 | Beijing Guoan         | SAIC Motor Pudong Arena              | 20 de octubre | 19:35 |
| Henan             | 6 - 0 | Cangzhou Mighty Lions | Zhengzhou Hanghai                    | 21 de octubre | 15:30 |
| Nantong Zhiyun    | 0 - 1 | Shanghái Shenhua      | Rugao Olympic Sports Center          | 21 de octubre | 19:35 |
| Qingdao           | 1 - 4 | Tianjin Jinmen Tiger  | Qingdao Youth Football               | 22 de octubre | 15:30 |
| Chengdu Rongcheng | 4 - 0 | Shenzhen              | Chengdu Phoenix Mountain Sports Park | 23 de octubre | 19:35 |

| Wuhan Three Towns    | 1 - 0 | Shenzhen              | Wuhan Sports Center          | 29 de octubre | 15:30 |
| Zhejiang             | 6 - 1 | Cangzhou Mighty Lions | Huzhou Olympic Sports Center | 29 de octubre | 15:30 |
| Shanghái Port        | 1 - 1 | Shandong Taishan      | SAIC Motor Pudong Arena      | 29 de octubre | 15:30 |
| Henan                | 1 - 1 | Changchun Yatai       | Zhengzhou Hanghai            | 29 de octubre | 15:30 |
| Beijing Guoan        | 2 - 3 | Chengdu Rongcheng     | Estadio de los Trabajadores  | 29 de octubre | 15:30 |
| Tianjin Jinmen Tiger | 1 - 1 | Shanghái Shenhua      | Tianjin Olympic Center       | 29 de octubre | 15:30 |
| Meizhou Hakka        | 0 - 4 | Nantong Zhiyun        | Wuhua Olympic Sports Center  | 29 de octubre | 15:30 |
| Qingdao              | 2 - 2 | Dalian Pro            | Qingdao Youth Football       | 29 de octubre | 15:30 |

| Shandong Taishan      | 5 - 1 | Henan                | Jinan Olympic Sports Center          | 4 de noviembre | 15:30 |
| Chengdu Rongcheng     | 3 - 0 | Meizhou Hakka        | Chengdu Phoenix Mountain Sports Park | 4 de noviembre | 15:30 |
| Shanghái Shenhua      | 1 - 2 | Zhejiang             | Estadio de Shanghái                  | 4 de noviembre | 15:30 |
| Dalian Pro            | 2 - 3 | Shanghái Port        | Dalian Sports Center                 | 4 de noviembre | 15:30 |
| Cangzhou Mighty Lions | 0 - 0 | Qingdao              | Cangzhou                             | 4 de noviembre | 15:30 |
| Changchun Yatai       | 3 - 4 | Wuhan Three Towns    | Changchun's People                   | 4 de noviembre | 15:30 |
| Shenzhen              | 0 - 3 | Beijing Guoan        | Shenzhen Universiade Sports Centre   | 4 de noviembre | 15:30 |
| Nantong Zhiyun        | 1 - 2 | Tianjin Jinmen Tiger | Rugao Olympic Sports Center          | 4 de noviembre | 15:30 |

### Tabla de resultados cruzados
| Local \ Visitante     | BJG | CZL | CCY | CDR | DAL | HEN | MZH | NAN | QIN | SDT | SHS | SHP | SZH | TJT | WTT | ZJP |
| --------------------- | --- | --- | --- | --- | --- | --- | --- | --- | --- | --- | --- | --- | --- | --- | --- | --- |
| Beijing Guoan         |     | 6–2 | 4–3 | 2–3 | 2–0 | 3–1 | 1–1 | 1–0 | 2–0 | 0–0 | 2–1 | 1–2 | 5–0 | 1–1 | 1–1 | 0–1 |
| Cangzhou Mighty Lions | 1–5 |     | 2–4 | 2–1 | 2–1 | 0–1 | 0–1 | 1–1 | 0–0 | 1–1 | 0–1 | 0–1 | 1–0 | 1–1 | 2–1 | 2–1 |
| Changchun Yatai       | 1–1 | 3–1 |     | 1–0 | 3–2 | 3–1 | 2–4 | 1–1 | 1–0 | 0–3 | 1–1 | 0–3 | 4–1 | 1–1 | 3–4 | 2–2 |
| Chengdu Rongcheng     | 0–1 | 2–1 | 2–2 |     | 4–1 | 2–0 | 3–0 | 1–0 | 3–2 | 2–2 | 2–1 | 2–1 | 4–0 | 0–0 | 0–1 | 1–2 |
| Dalian Pro            | 2–2 | 1–1 | 0–0 | 0–0 |     | 0–3 | 1–1 | 2–1 | 1–1 | 0–0 | 2–1 | 2–3 | 2–1 | 0–1 | 1–3 | 1–2 |
| Henan                 | 0–1 | 6–0 | 1–1 | 1–1 | 1–0 |     | 2–1 | 1–1 | 0–0 | 0–1 | 3–0 | 3–1 | 3–1 | 1–0 | 1–1 | 2–2 |
| Meizhou Hakka         | 3–1 | 2–3 | 4–2 | 3–1 | 2–1 | 0–0 |     | 0–4 | 1–0 | 2–1 | 0–1 | 0–2 | 5–1 | 1–1 | 1–2 | 1–1 |
| Nantong Zhiyun        | 0–1 | 1–2 | 0–1 | 0–2 | 1–1 | 1–0 | 2–2 |     | 1–0 | 1–1 | 0–1 | 0–1 | 1–1 | 1–2 | 0–5 | 1–2 |
| Qingdao               | 3–1 | 1–1 | 1–0 | 3–2 | 2–2 | 2–0 | 2–0 | 3–1 |     | 0–1 | 0–1 | 0–5 | 5–0 | 1–4 | 0–3 | 2–2 |
| Shandong Taishan      | 3–0 | 4–0 | 4–1 | 0–1 | 2–0 | 5–1 | 6–1 | 1–1 | 4–2 |     | 3–0 | 1–1 | 3–0 | 1–0 | 2–1 | 2–1 |
| Shanghái Shenhua      | 1–1 | 2–0 | 1–0 | 1–1 | 1–0 | 1–1 | 2–1 | 1–0 | 1–0 | 1–0 |     | 0–5 | 3–0 | 1–2 | 1–1 | 1–2 |
| Shanghái Port         | 1–2 | 3–0 | 2–0 | 0–1 | 1–1 | 3–2 | 1–1 | 2–1 | 2–1 | 1–1 | 1–1 |     | 3–2 | 2–1 | 3–1 | 3–4 |
| Shenzhen              | 0–3 | 0–1 | 0–1 | 0–3 | 2–1 | 1–1 | 3–2 | 0–1 | 2–1 | 1–2 | 1–3 | 1–4 |     | 0–2 | 1–3 | 0–5 |
| Tianjin Jinmen Tiger  | 0–0 | 1–1 | 0–0 | 2–2 | 1–0 | 1–0 | 3–1 | 1–1 | 3–2 | 3–3 | 1–1 | 0–0 | 3–3 |     | 1–1 | 2–1 |
| Wuhan Three Towns     | 1–1 | 2–0 | 2–1 | 3–3 | 0–0 | 4–2 | 2–1 | 4–2 | 1–0 | 1–1 | 1–2 | 0–2 | 1–0 | 0–1 |     | 0–0 |
| Zhejiang              | 3–2 | 6–1 | 0–2 | 0–2 | 3–0 | 3–0 | 3–0 | 1–1 | 0–0 | 2–1 | 0–1 | 1–2 | 3–0 | 2–1 | 2–1 |     |

## Estadísticas

### Goleadores
- 
| Pos. | Jugador | Club | Goles |
| ---- | ------- | ---- | ----- |
|      |         |      |       |

### Asistencias
- 
| Pos. | Jugador | Club | Asistencias |
| ---- | ------- | ---- | ----------- |
|      |         |      |             |